# Janoš Slepec
Janoš Slepec (madžarsko Szlepecz János), slovenski katoliški duhovnik, zgodovinopisec in novinar, na Ogrskem, * 14. junij 1872, Murska Sobota, † 29. junij 1936, Murska Sobota.
Rojen je bil 14. junija 1872 , krščen pa le dan kasneje v murskosoboški cerkvi. Njegov oče Ivan Slepec je bil kovaški mojster, mati pa je bila Julijana Ciganj (Czigany), ki je izhajala iz stare plemiške rodbine, ki je rezidirala v Markišavcih. Krstna botra sta bila Florijan in Jožefa pl. Sohar. V duhovnika je bil posvečen 13. julija 1896, nato pa je bil kaplan v Murski Soboti. Od leta 1906 je bil župnik v Murski Soboti. Po zapisih Franca Ivanocija je bil Slepec dekan Murske Sobote, od leta 1922 kanonik, od 30. julija 1930 pa prisednik Lavantske škofije.
Pisal je članke v časopisa Muraszombat és vidéke in Szombathelyi újság. Urejal je Marijin list in Novine. Napisal je tudi zgodovinsko knjigo o župniji Murska Sobota in prevedel evangelije v prekmurščino.